# Echinocereus pensilis
Echinocereus pensilis är en kaktusväxtart som först beskrevs av K. Brandegee, och fick sitt nu gällande namn av J.A. Purpus. Echinocereus pensilis ingår i släktet Echinocereus och familjen kaktusväxter. Inga underarter finns listade i Catalogue of Life.

## Bildgalleri

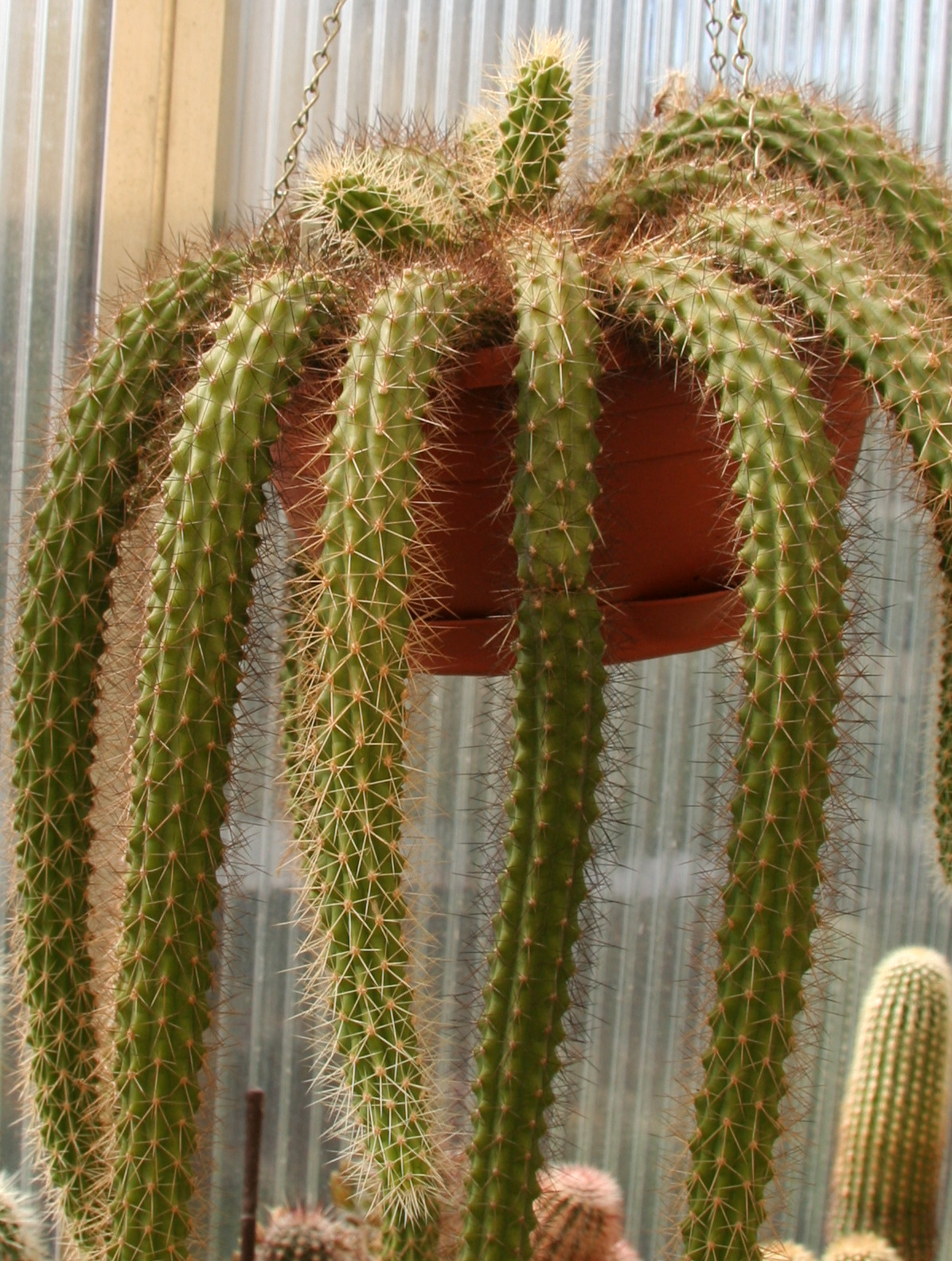